# Івченко Владислав Валерійович
Владислав Валерійович Івченко (нар. 11 грудня 1976, м. Київ)  — український письменник, журналіст.

## Життєпис

### Родина
Батько — Івченко Валерій Семенович, працював інженером на заводі, матір — Івченко Ірина Іванівна, працювала в легкій промисловості. Одружений з Івченко Вікторією Дмитрівною, кандидатом технічних наук. Має доньку Мальву.

### Освіта
За освітою економіст (закінчив з відзнакою СумДУ у 1999 р.), за фахом журналіст.
2000—2013 — працював у сумській міській газеті «Данкор» — журналістом, заступником головного редактора, редактором сайту.
З 2014 року займався письменницькою діяльністю.
Під час широкомасштабного вторгнення Росії в Україну мобілізований до лав ЗСУ.

## Творчість
Пише з 1998 року, від 2004-го — переважно українською. Дипломант конкурсу «Коронація слова — 2009» за роман «Яскраве життя та надзвичайні пригоди Зоряної Мальви», володар третьої премії «Коронації слова-2011» за роман «Стовп самодержавства, або П'ятнадцять справ Івана Карповича Підіпригори» (у співавторстві з Юрієм Камаєвим). Дипломант конкурсу «Коронація слова — 2012» за кіносценарій українського вестерну «Одного разу на Дикому Сході». Володар премії гостросюжетної літератури «Золотий пістоль» конкурсу «Коронація слова — 2013» за книгу «Найкращий сищик імперії на службі у приватного капіталу». У 2013 році став літературним стипендіатом Благодійного фонду Ріната Ахметова «Розвиток України». Отримав третю премію конкурсу «Коронація слова-2014» за роман «Паничі». Улітку 2014 року став переможцем конкурсу «Новела по-українськи» з оповіданням «Стоїмо!». Роман «2014» став переможцем премії «Літакцент року — 2015» у номінації «Проза». На конкурсі «Коронація слова — 2020» оригінальний сценарій «Криваві танці в Кутах» був нагороджений спецвідзнакою журі. Роман «Чемпіонський бій Мері Дяків» (входить до книги «Три битви з Левіафаном») став одним із переможців конкурсу Book Pitch-2021, якій проводять Одеський міжнародний кінофестиваль та Міжнародний фестиваль «Книжковий Арсенал». Оповідання «Саша в кризі» посіло 2-ге місце на Міжнародному конкурсі прози «Без меж — 2021» (Одеса).
За мотивами циклу книг про пригоди Івана Карповича Підіпригори телеканал ICTV у 2020 році зняв пілот серіалу «Найкращий сищик імперії».
Автор і ведучий радіопубліцистичного серіалу «Авантюристи. 30 історій про героїв і лиходіїв» на Радіо Культура.

## Видані книжки

#### Цикл пригод Івана Карповича Підіпригори
- «Стовп самодержавства або 12 справ Івана Карповича Підіпригори» (у співавторстві з Юрієм Камаєвим, КСД, 2011).
  - «Стовп самодержавства або 13 справ Івана Карповича Підіпригори» (перевидання, перероблене та доповнене, 1-ї книги пригод Івана Карповича Підіпригори, Темпора, 2020).
- «Найкращий сищик імперії на службі приватного капіталу» (2-га книга пригод Івана Карповича Підіпригори, Темпора, 2013).
- «Найкращий сищик імперії на Великій війні» (3-тя книга пригод Івана Карповича Підіпригори, Темпора, 2015).
- «Найкращий сищик та падіння імперії» (4-та книга пригод Івана Карповича Підіпригори, Темпора, 2015).
- «Одіссея найкращого сищика республіки» (5-та книга пригод Івана Карповича Підіпригори, Темпора, 2016).
- «Найкращий сищик та помста імперії» (6-та книга пригод Івана Карповича Підіпригори, Темпора, 2017).
- «Битва за Одесу» (7-ма книга пригод Івана Карповича Підіпригори, Темпора, 2018).
- «Найкращий сищик та битва з імперією» (8-ма книга пригод Івана Карповича Підіпригори, Темпора, 2022).

#### Інші видання
- «Івченко об'єднує Україну» (збірка оповідань, видавництво «Ізда», 2009).
- «Химери Дикого поля» (КСД, 2014).
- «Ліхіє дев'яності: як не сумували Суми» (нон-фікшн, Темпора, 2015).
- «2014» двотомник (Темпора, 2015).
- «Третій фронт» (Темпора, 2016).
- «Одного разу на Дикому Сході» (Фоліо, 2016).
- «Детективна агенція „Буря і Натиск“» (Темпора, 2017).
- «Два пасинки Митрополита» (Discursus, 2017).
- «Ігри пам'яті» (збірка оповідань, Темпора, 2018).
- «Ноги» (Темпора, 2019).
- «Три битви з Левіафаном» (Темпора, 2021).
- «Після 24-го» (збірка оповідань, Віхола, 2022).
- «Спочатку їх було шістдесят» (збірка оповідань, Темпора, 2022).
- «Імені Сковороди» (Темпора, 2023).
- «Книга втрат і нестач» (збірка оповідань, Темпора, 2024).
- «Межа Невади» (Темпора, 2024).
- «Два пасинки Митрополита» (роман (перевидання),  Discursus, 2024).